# Faura
Faura település Spanyolországban, Valencia tartományban. Faura Benavites, Benifairó de les Valls, Quart de les Valls, Quartell és Sagunt községekkel határos. Lakosainak száma 3671 fő (2024).

## Népesség
A település népessége az utóbbi években az alábbiak szerint változott:
| Lakosok száma | 2831 | 2743 | 3183 | 3535 | 3602 | 3556 | 3503 | 3538 | 3568 | 3671 |
|               | 2001 | 2004 | 2007 | 2009 | 2012 | 2014 | 2017 | 2019 | 2022 | 2024 |